# Ľuboslav Laura
Ľuboslav Laura (ur. 5 lipca 1994 w Dolným Kubínie) – słowacki piłkarz występujący na pozycji prawoskrzydłowego w słowackim klubie Tatran Liptowski Mikułasz. Wychowanek MFK Dolný Kubín i MFK Ružomberok. W swojej karierze grał w MFK Dolný Kubín oraz ŠKF Sereď.